# سیارک ۴۴۰۴
سیارک ۴۴۰۴ (به انگلیسی: 4404 Enirac، نامگذاری:1987GG) چهار هزار و چهارصد و چهارمین سیارک کشف شده‌است که در ۲ آوریل ۱۹۸۷ کشف شد.
قدر مطلق سیارک برابر ۱۳٫۲۰ است.